# Jyrki Lentonen
Jyrki Lentonen es un bajista de metal finlandés. Famoso por ser uno de los miembros fundadores hasta 1989 de la banda de Power Metal Stratovarius.

## Discografía
- Black Wáter 1987
- Fright Night 1989